# Álex Alfaro
Alejandro Alfaro Cascales (Alicante, España, 15 de junio de 2002) es un futbolista español que juega en la demarcación de centrocampista en el R. C. Deportivo Fabril de la Segunda Federación.

## Biografía
Empezó su carrera futbolística en el filial del Elche C. F., el Elche Ilicitano C. F. en 2021, llegando a disputar 33 partidos y anotar un gol. En la temporada siguiente, la 2022-23, debutó con el primer equipo en sustitución de Gerard Gumbau en un partido de Primera División el 15 de agosto contra el Real Betis, encuentro que finalizó con un resultado de 3-0 a favor del conjunto andaluz.
Tras finalizar la temporada se marchó libre a la U. D. Alzira de Segunda Federación donde disputó catorce partidos logrando un gol y una asistencia. Durante el mercado de invierno, el R. C. Deportivo de La Coruña abonó a la U. D. Alzira su cláusula de rescisión para ubicarlo en su filial, el R. C. Deportivo Fabril. Finalizó la temporada habiendo disputado diecisiete encuentros y logrado dos goles y dos asistencias.
En la temporada 2024-25, aparte de los partidos disputados con el filial, logró debutar con el primer equipo tanto en temporada regular como en Copa del Rey, siendo eliminados de esta última por el Ourense C. F. en 2.ª ronda.

## Clubes
Actualizado al último partido disputado el 2 de febrero de 2025.
| Club                         | País   | Año       | Partidos | Goles |
| ---------------------------- | ------ | --------- | -------- | ----- |
| Elche Ilicitano C. F.        | España | 2021-2023 | 60       | 3     |
| Elche C. F.                  | España | 2022-2023 | 1        | 0     |
| U. D. Alzira                 | España | 2023      | 14       | 1     |
| R. C. Deportivo Fabril       | España | 2024-     | 35       | 4     |
| R. C. Deportivo de La Coruña | España | 2024-     | 2        | 0     |